# Palóc Néprajzi Magángyűjtemény és Babakiállítás
A Palóc Néprajzi Magángyűjtemény és Babakiállítás gyűjteménye 1983-tól állandó kiállításként üzemel Mátrafüreden.
A gyűjtemény anyagát Szakács Józsefné Mészáros Magda kezdte gyűjteni 1945 után. A Palócföldet bejárva darabról darabra vásárolta össze a régi hímzéseket, lakástextileket, viseleti darabokat.
Kiállítóhelyei változtak, de már 1996 óta állandó helyen tekinthető meg, a Mátrafüredi régi általános iskolában, a Pálosvörösmarti út 2 sz. alatt. Jelenlegi üzemeltetője Lovászné Juhász Rita.

## A kiállítás anyaga
A palóc tájegységre jellemző, hogy szinte minden falunak, falucsoportnak más-más a viselete. A 30 darab népviseletbe öltöztetett baba ezt a sokszínűséget tárja a látogatók elé. Látható itt többek között fiatal menyecske öltözet, menyasszony- vőlegény, gyermekét bölcsőben ringató anya, kenyeret dagasztó asszony, „Máriás-lányok”, ágyát vető fiatal lány, guzsalyon fonó asszony-férjével, határból hazatérő asszonyok. Ezek mind a régi paraszti életmódot tükrözik.
Egy más jellegű babakollekcióval a magyar történelmi öltözeteket kívánják bemutatni. E 12 darabból álló kiállítás a magyar nemesi, polgári öltözködéskultúrát mutatja be a középkortól az 1900-as évek elejéig. Látható itt középkori királyi pár, gótikus, illetve reneszánsz hölgy, késő reneszánsz, barokk, rokokó pár.

## Galéria

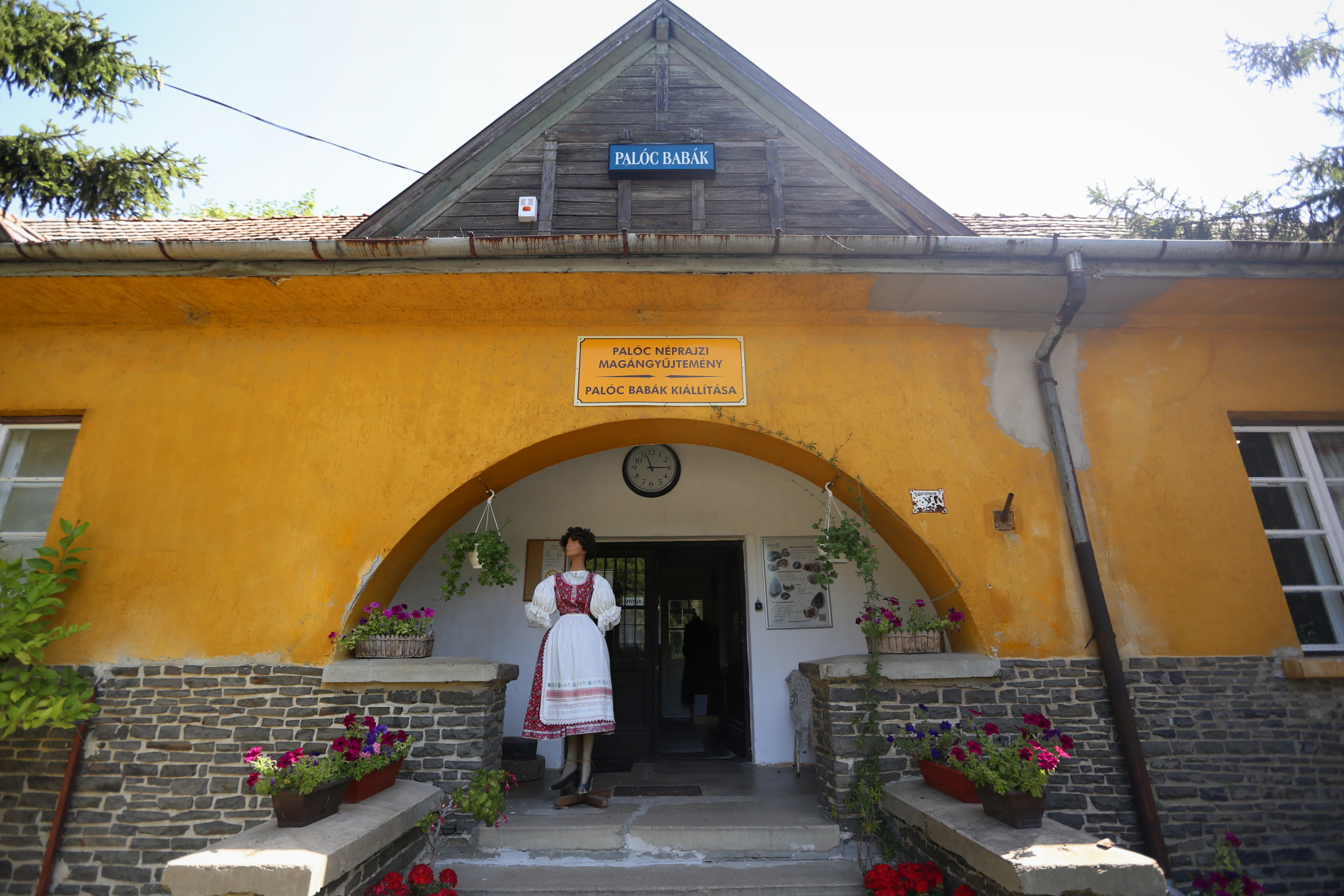
A kiállítás bejárata
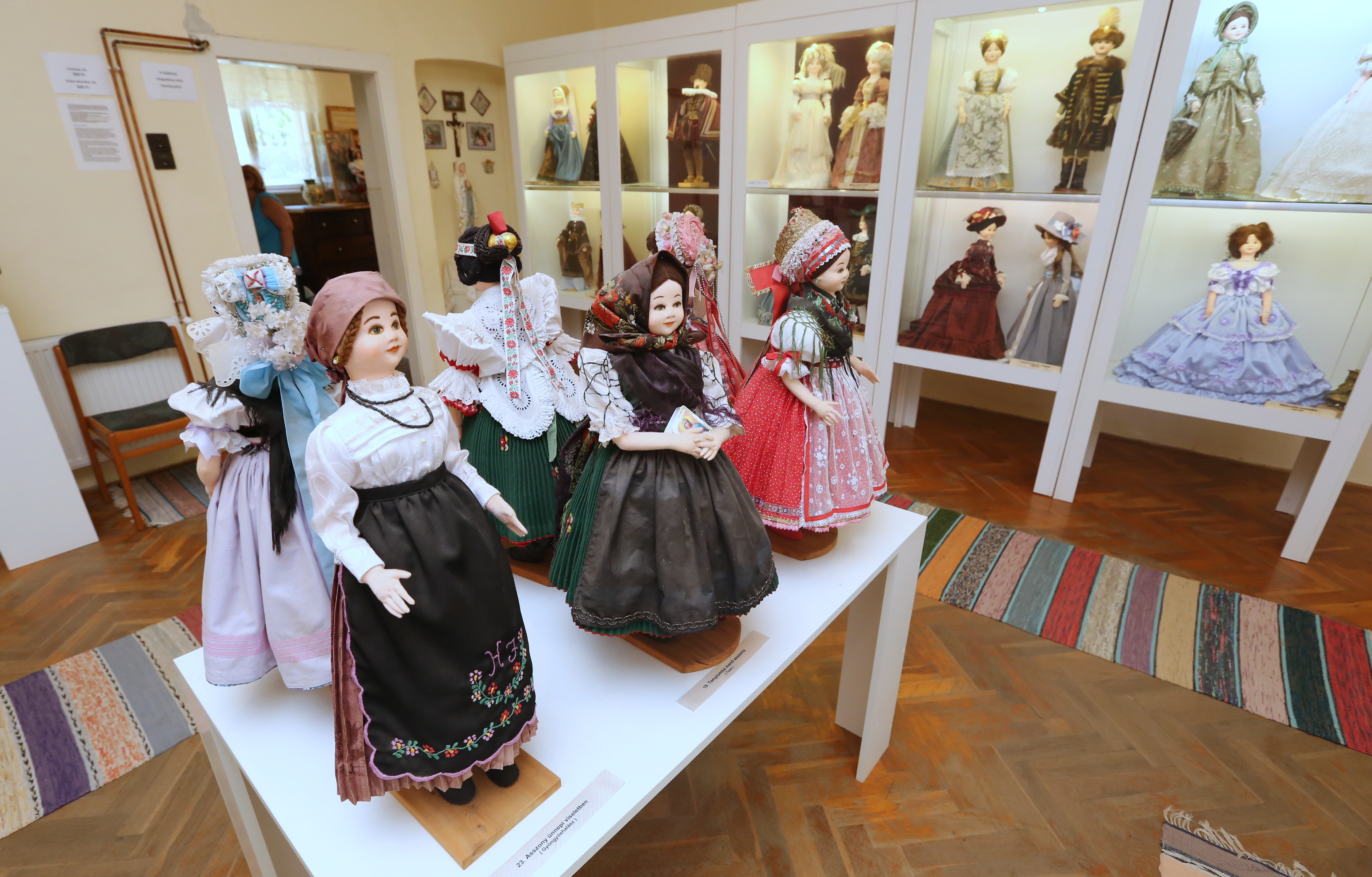
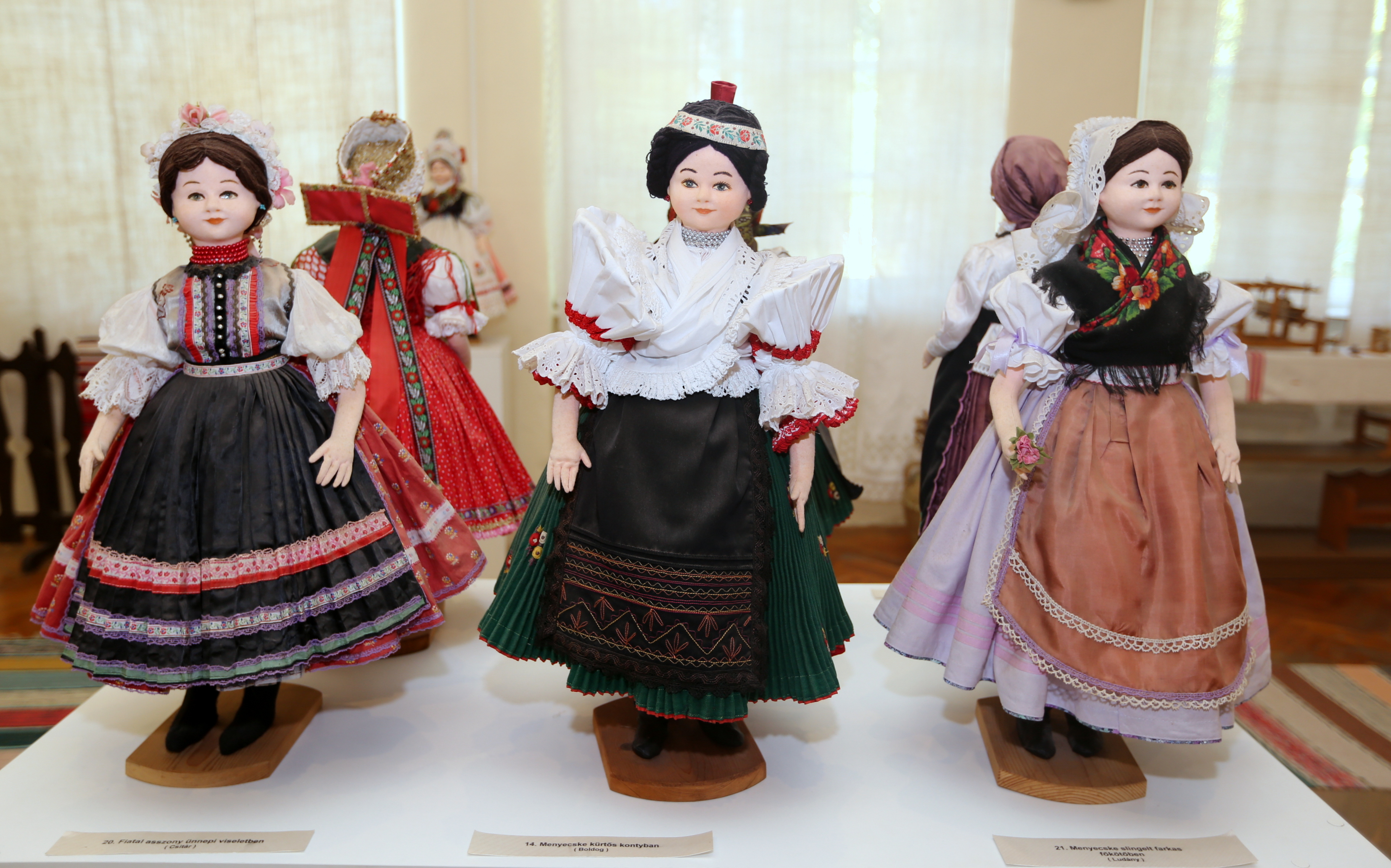
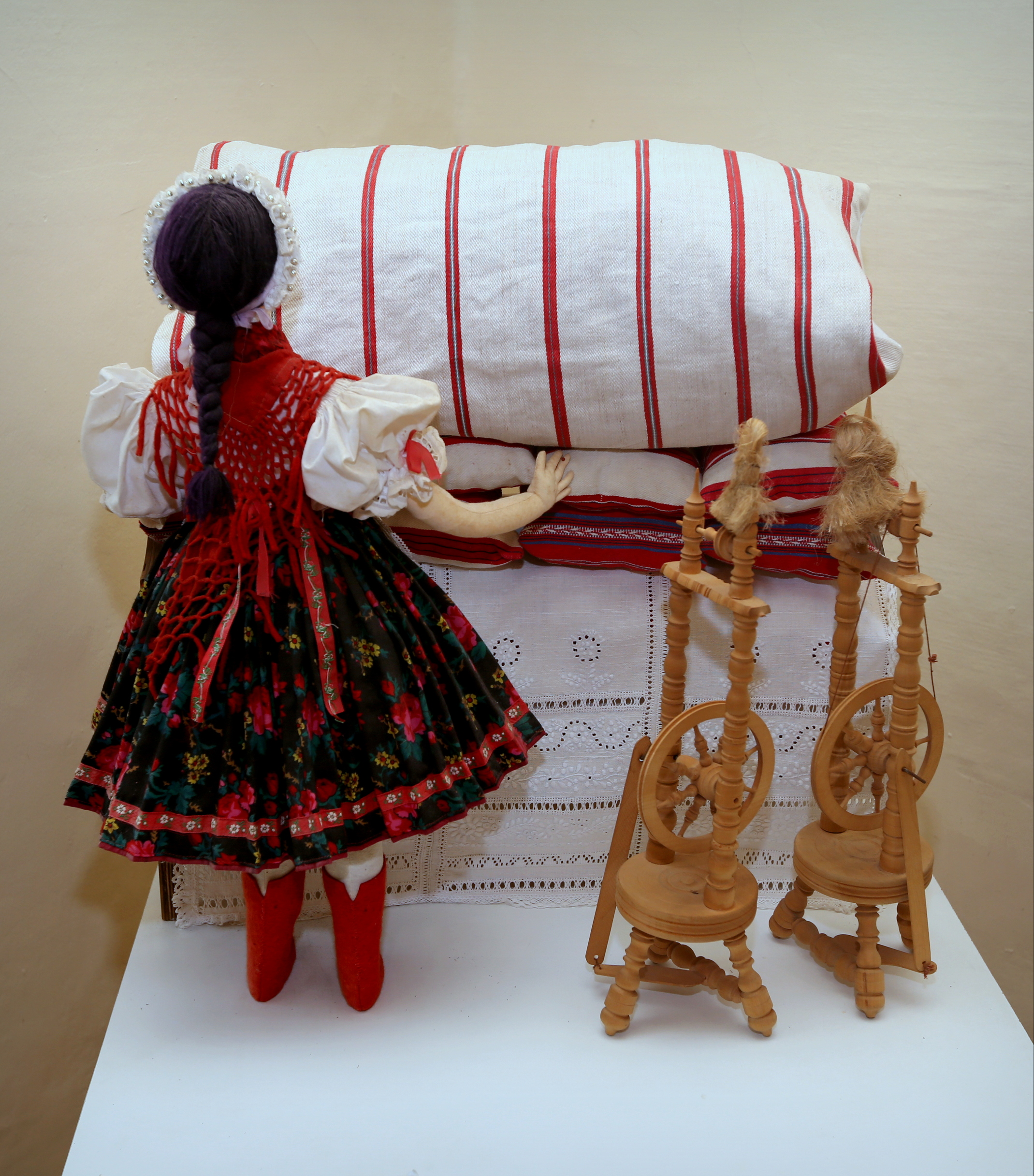
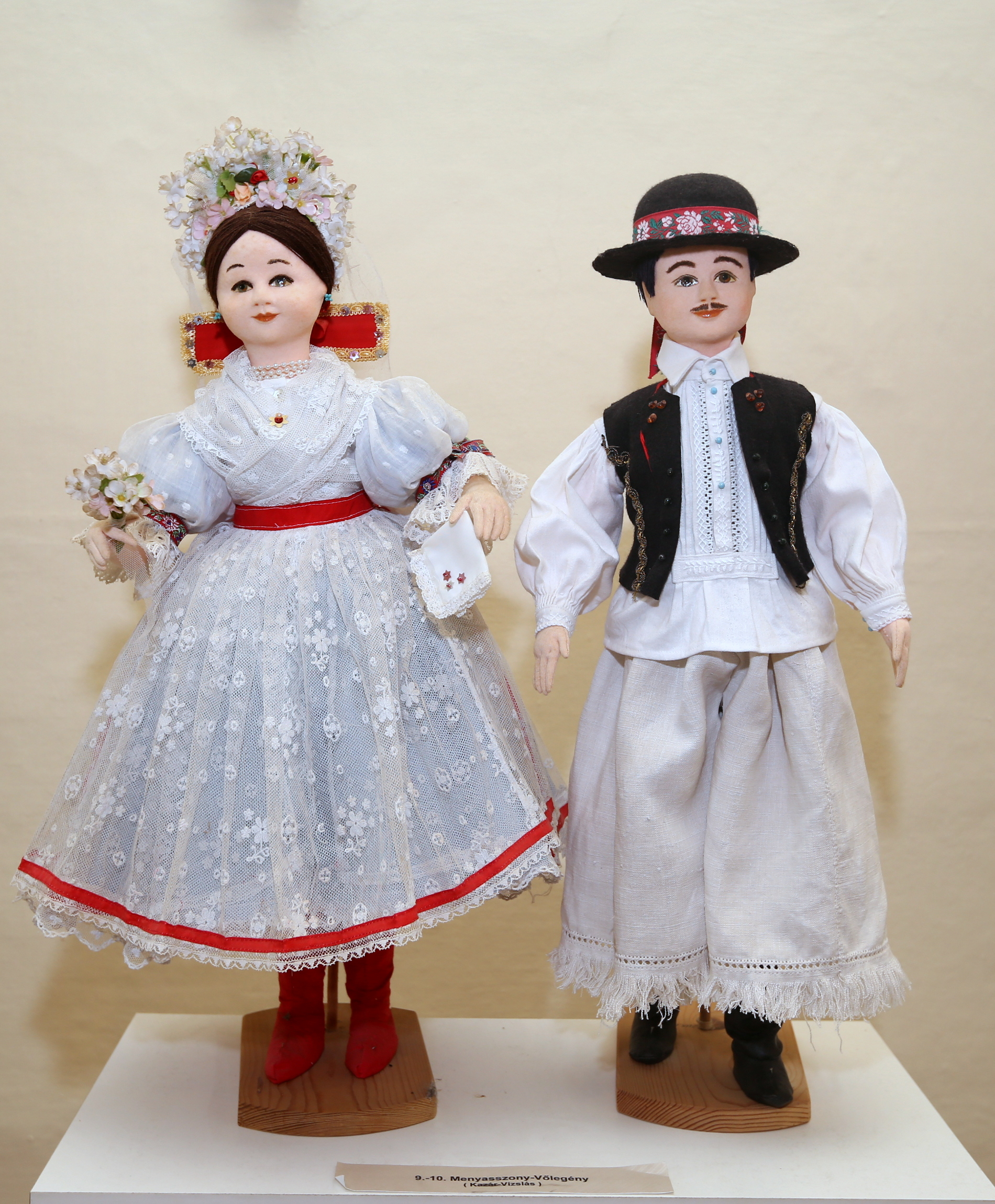
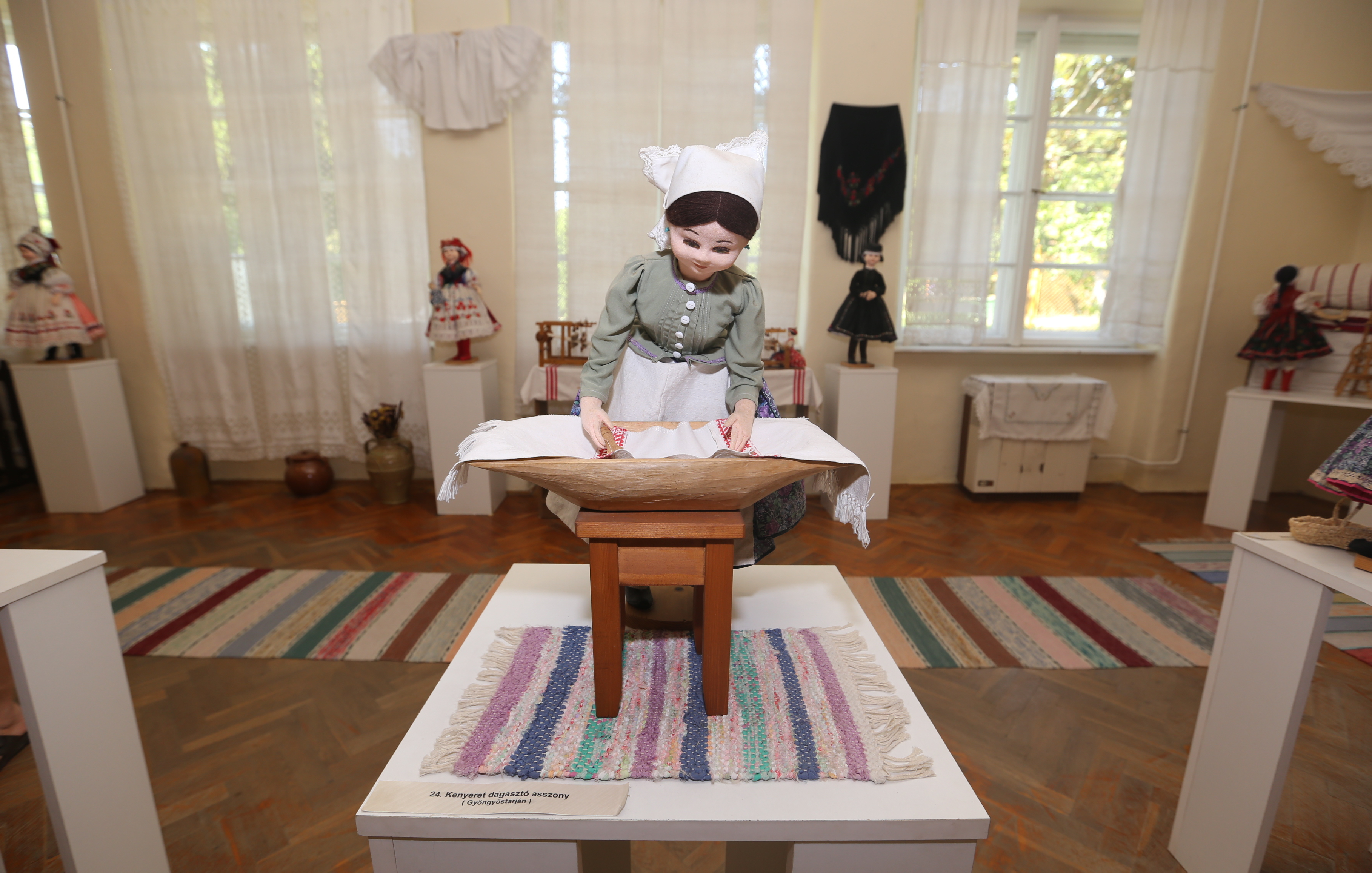
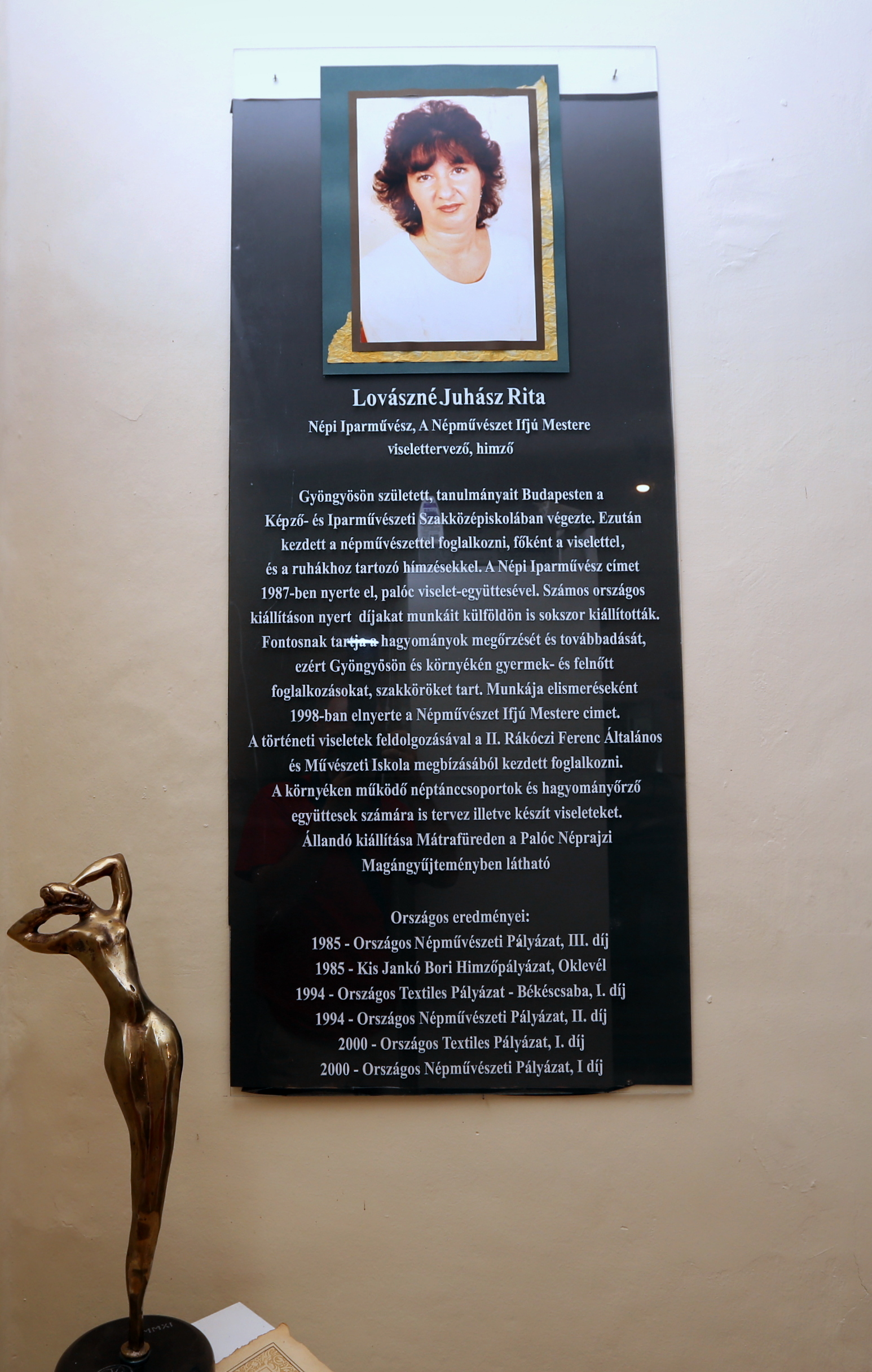
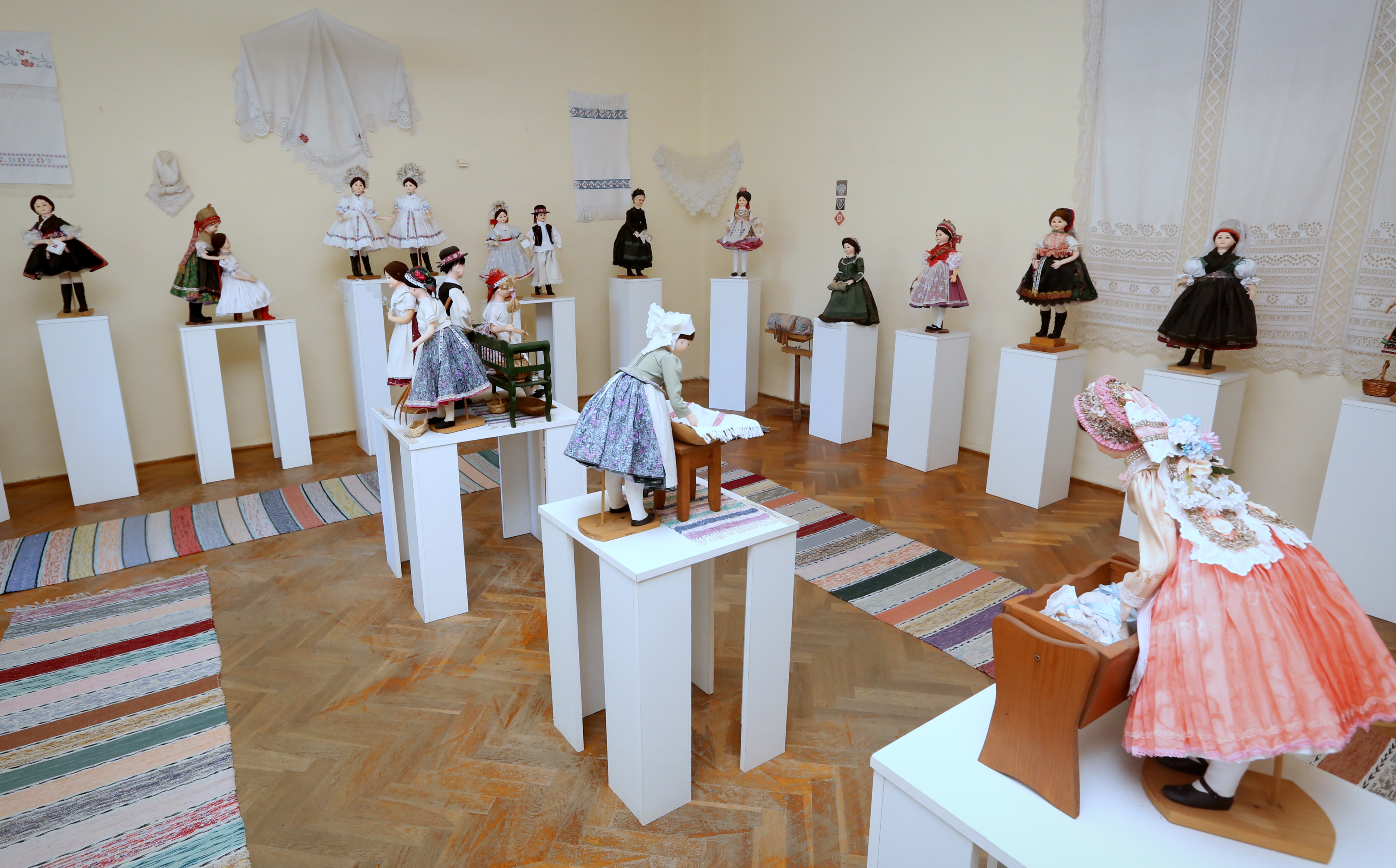
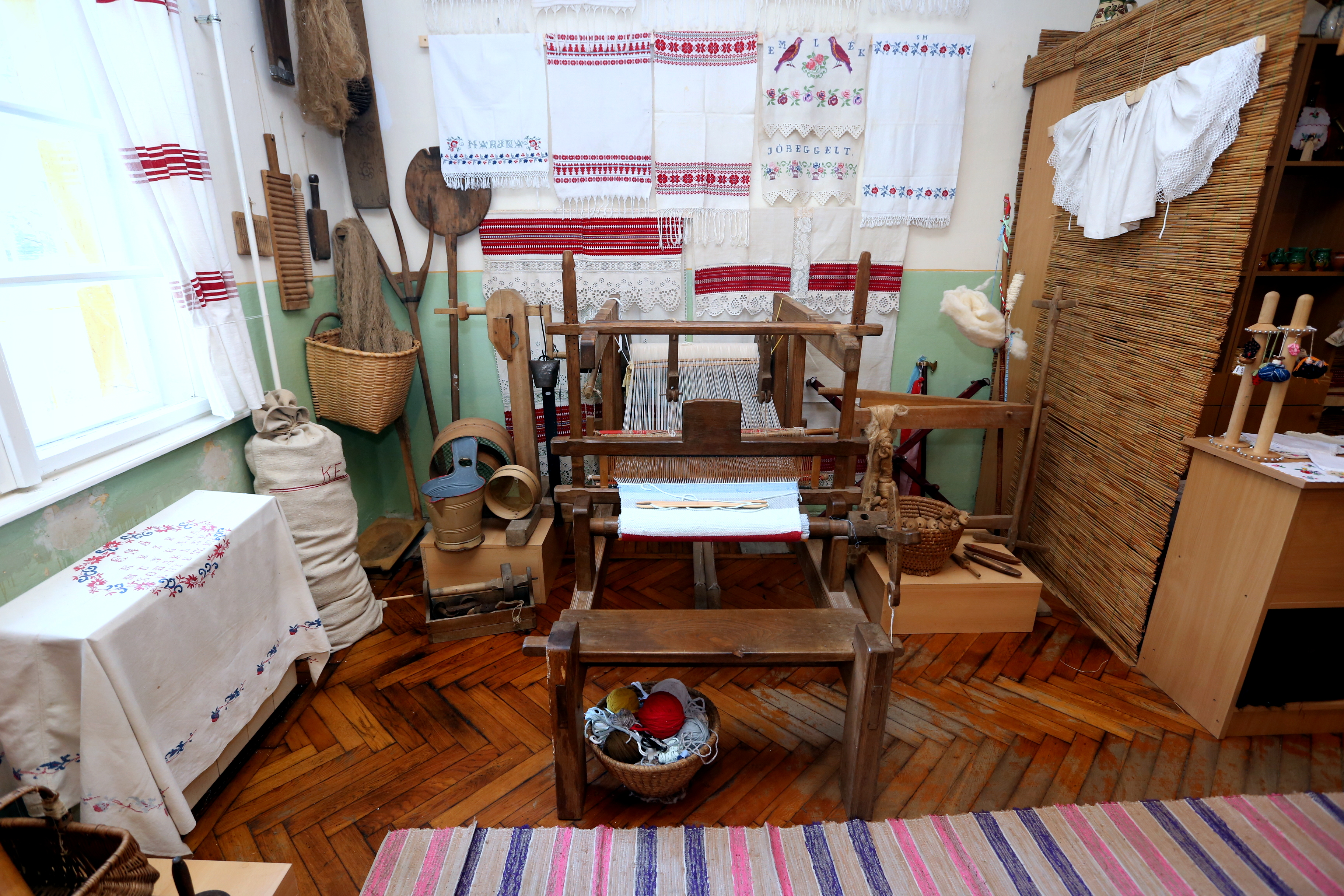
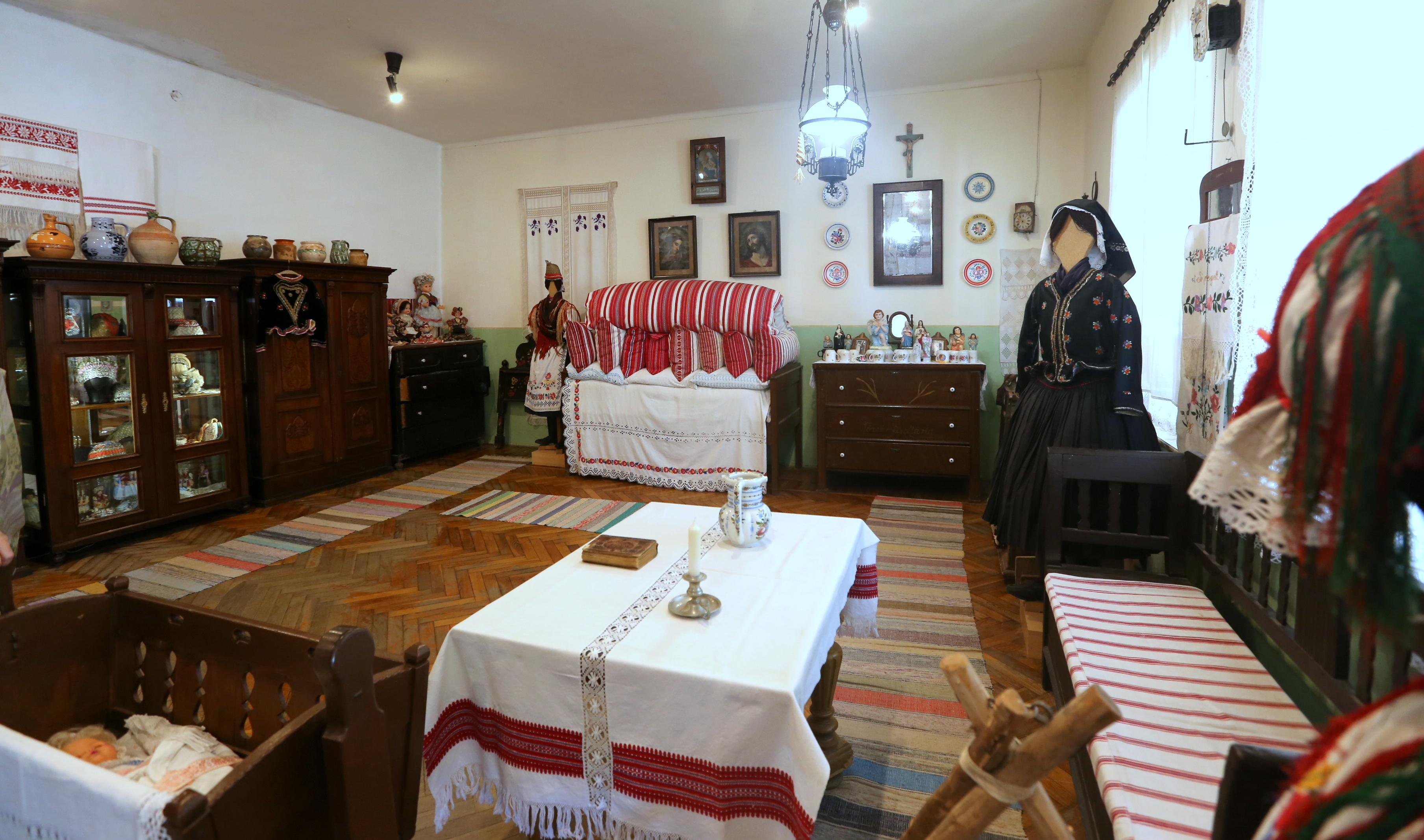
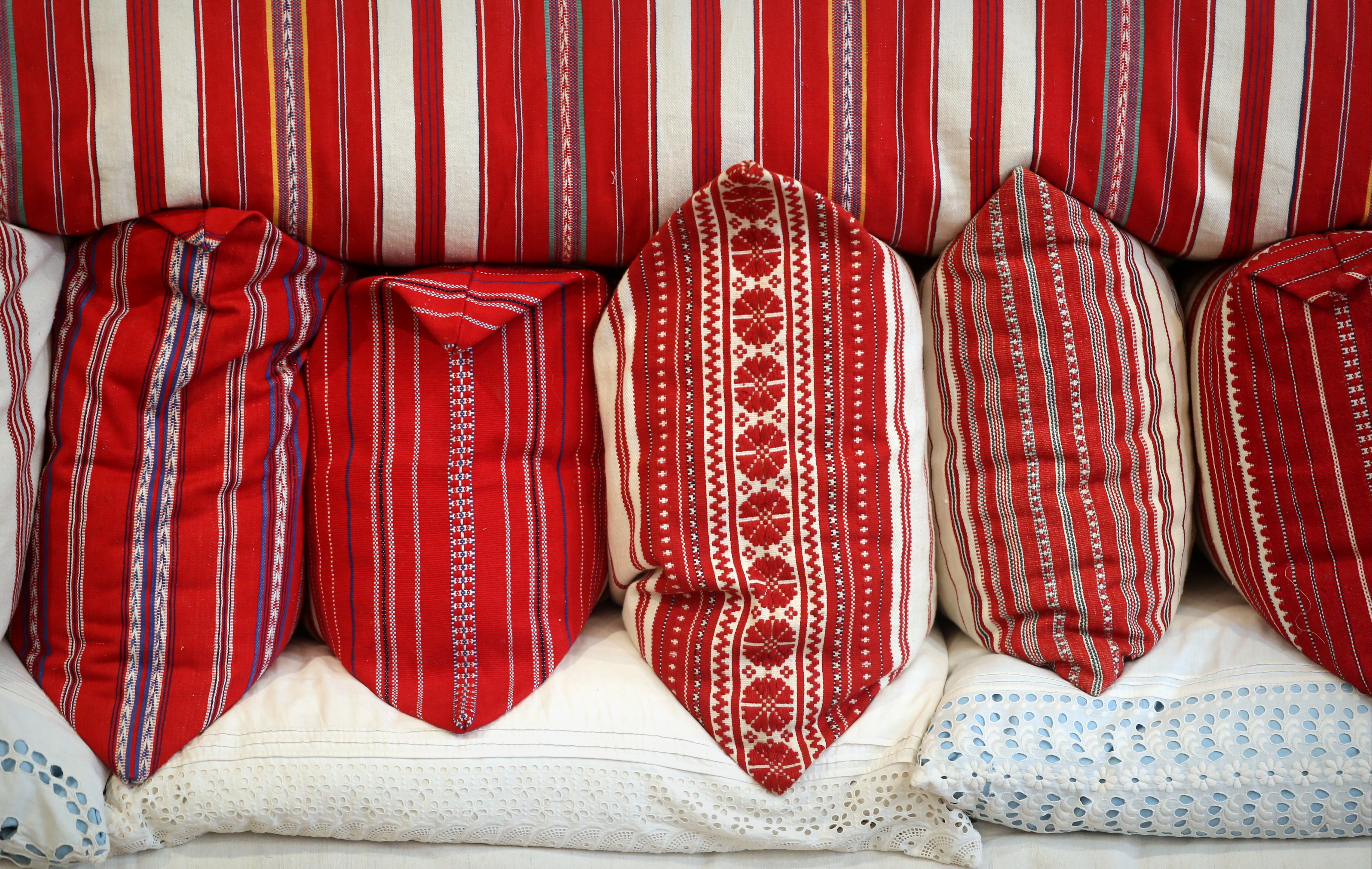

## Külső hivatkozások
- Lovászné Juhász Rita írása www.museum.hu-n
- leírás a Szallas.hu oldalon[halott link]